# Falcão Negro
Falcão Negro é uma série mensal de HQ publicada inicialmente pela Quality Comics, que anos mais tarde seria comprada pela DC Comics.
A série foi criada por Will Eisner, Chuck Cuidera (também conhecido como Charles Nicholas), e Bob Powell, mas o artista que é mais frequentemente associado com os personagens é Reed Crandall. O futuro artista da Liga da Justiça da América Dick Dillin o sucedeu durante a Década de 1950, continuando após a aquisição da série pela DC.
Os Falcões Negros eram um pequeno grupo de aviadores da época da Segunda Guerra Mundial, sendo que os integrantes tinham diversas nacionalidades. Eles eram chamados de "Os Falcões" quando publicados pela EBAL nos anos 60.

## Em outras mídias

### Batman Vs. Superman: A Origem da Justiça(2016)
No filme o Falcão Negro é interpretado por Saïd Taghmaoui que aparece em uma fotografia que Bruce Wayne (Ben Affleck) envia até Diana Prince (Gal Gadot) após ele descobrir que ela é uma meta humana que está no mundo dos Homens desde a Primeira Guerra Mundial.

### Mulher Maravilha(2017)
Saïd Taghmaoui retorna como Falcão Negro em Mulher-Maravilha (2017) no filme ele é um mentiroso que fala múltiplas línguas e um ator francês que nunca quis ir para Guerra no filme também é revelado que seu nome é Sameer ele junto Steve Trevor, Chef e Charlie invadem a base de comando Alemão comandado pro Ludendorff para destruir um gás que mataram milhões de pessoas após a morte de Trevor Sameer e os outros se separam de Diana, numa cena deletada Etta Candy (Lucy Davis) reúne Sameer, Charlie e Chef para ir atrás de um objeto que está sobre posse alemã, o objeto é uma Caixa Materna essa cena tem ligação direta com Liga da Justiça de Zack Snyder (2021) onde o Ciborgue (Ray Fisher) diz que um grupo de soldados tiraram a caixa materna do controle Nazista e trouxeram para os Estados Unidos. 

### Falcão Negro(TBA)
Após o sucesso de Mulher Maravilha (2017) a Warner. Bros depois de uma idéia de Zack Snyder está desenvolvendo um spin-off focado personagem em Sameer, Chef , Charlie e Etta Candy o filme mostraria o grupo indo atrás da Caixa Materna em posse Alemã e trazê-la para a o Governo Americano, por enquanto o projeto está em fase de roteiro mas tem a produção e uma provável direção de Steven Spielberg.